# Сражение при Лейтене
Сражение при Лейтене (нем. Schlacht von Leuthen) — одно из наиболее известных сражений Семилетней войны состоявшееся 5 декабря 1757 года у немецкого селения Лейтен, в окрестностях Бреслау в Силезии, между 32-тысячной прусской армией во главе с королём Пруссии Фридрихом II и 80-тысячной австрийской армией под командованием принца Карла Александра Лотарингского. Сражение закончилось сокрушительным поражением австрийцев.

## Исходная ситуация
Отвоевание Силезии, потерянной в Войне за австрийское наследство, являлось основной целью австрийцев в Семилетней войне. В конце 1757 года, после поражения при Колине, стоившего ему всех успехов начального этапа войны, Фридрих занят отражением французов и Имперской армии в Тюрингии и Саксонии. При Росбахе ему удаётся нанести французам сокрушительное поражение. Силезию в это время прикрывает 22-тысячный корпус герцога Бевернского, которому приходится действовать против соединённых австрийских сил, превышающих 90 тысяч человек. Из Саксонии Фридрих шлёт герцогу бесконечные угрожающие приказы с требованием держаться несмотря ни на что, напоминая, что тот отвечает своей головой за удержание Силезии. Единственный эффект — герцог Бевернский, из страха перед гневом своего короля, сдаётся в плен австрийским гусарам после проигранного сражения при Бреслау. В руки австрийцев попадают ключевые силезские крепости, Швейдниц (ныне Свидница) и Бреслау (ныне Вроцлав).
В конце ноября король, наконец, смог сам появиться на силезском театре. Соединив свои силы 29 ноября с остатками разбитой Силезской армии, он выступает против австрийцев, рассчитывая нанести тем такое же решительное поражение, которое потерпели французы при Росбахе.

## Ход сражения

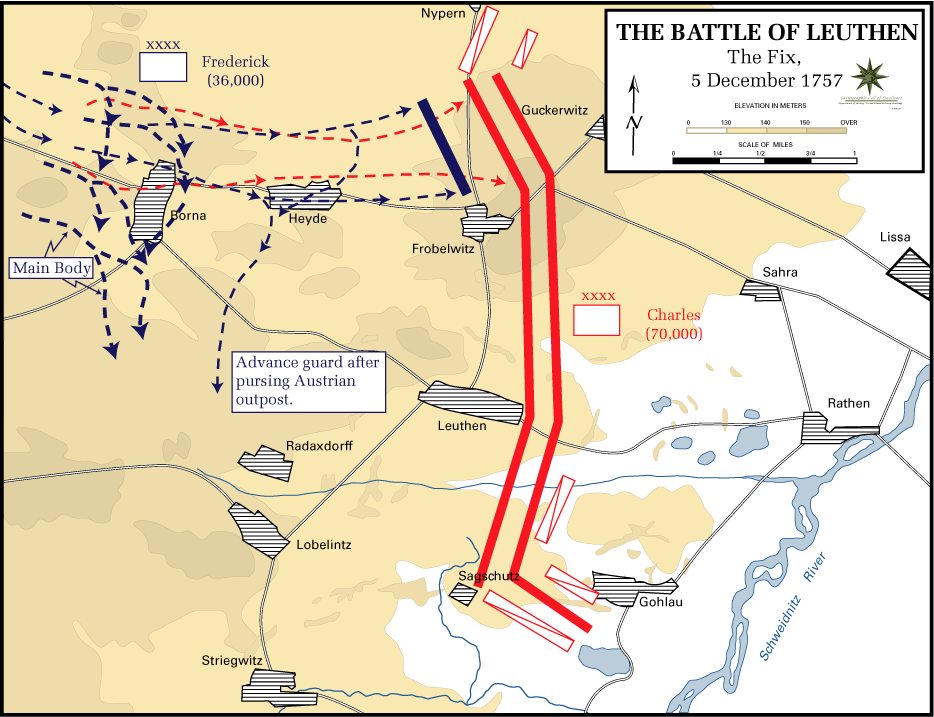
1-я фаза
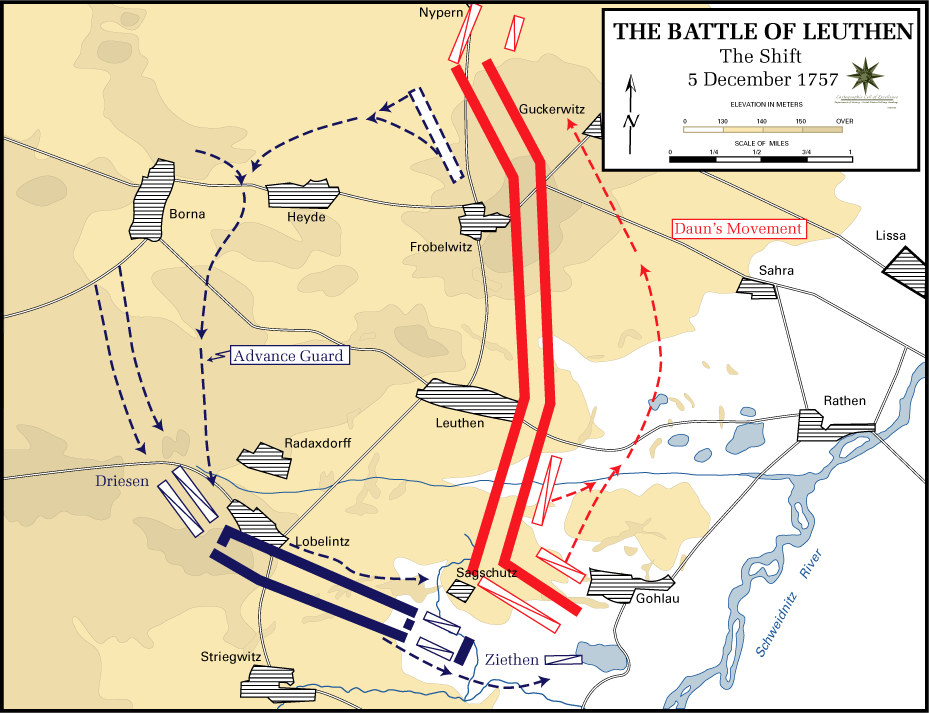
2-я фаза
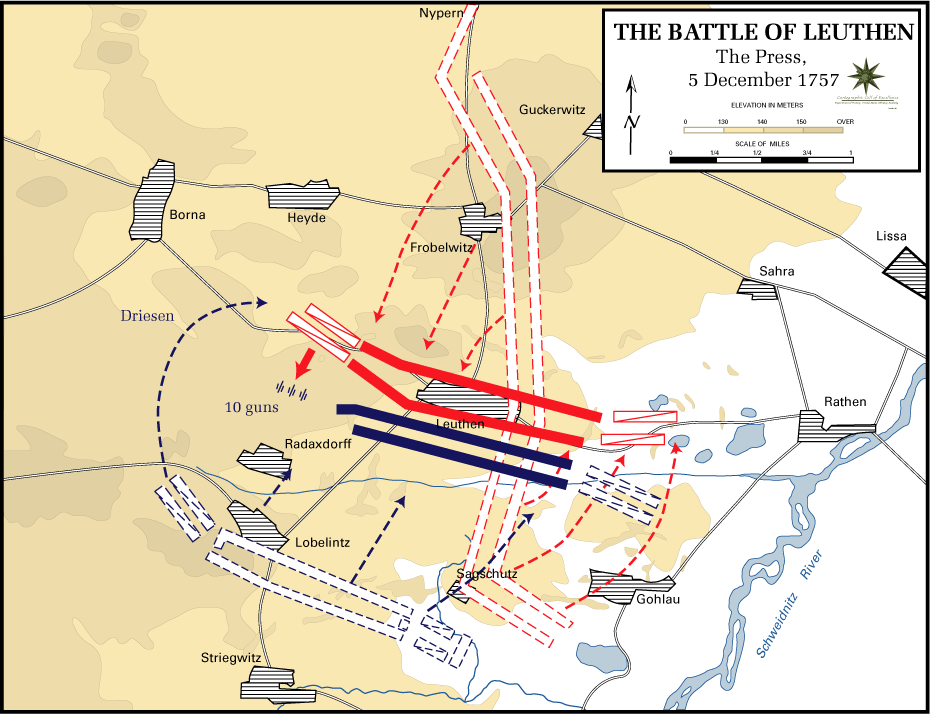
3-я фаза
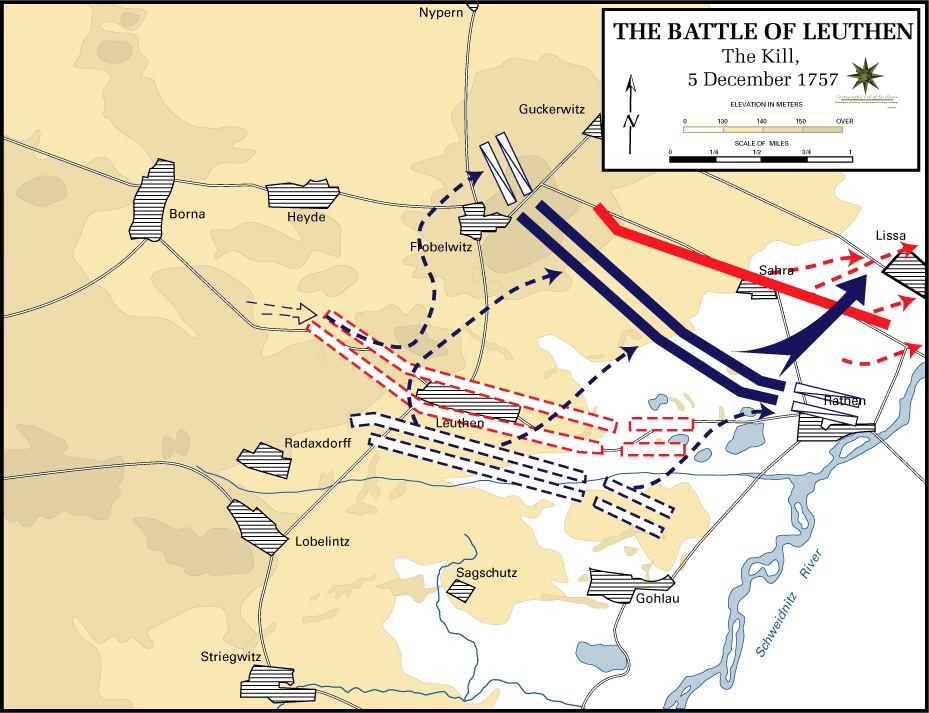
4-я фаза

При известии о приближении Фридриха, австрийцы занимают оборонительную позицию между селениями Ниперн (нем. Nippern) и Загшютц (нем.Sagschütz) в окрестностях Бреслау. Их построение традиционно: в центре — пехота, на флангах — кавалерия. Для предотвращения обхода с флангов, австрийская линия была растянута более, чем на шесть километров.
Уступая австрийцам численно, Фридрих решает применить, как при Колине, тактику т. н. «косой атаки». Часть прусской пехоты начала фронтальную атаку, при этом Фридрих умело имитирует подготовку к атаке на правый фланг противника. В это время происходит скрытный манёвр: за прикрытием холмов прусские колонны незаметно движутся в южном направлении. Прежде, чем австрийцы успевают разгадать замысел противника, Фридриху удаётся создать против их левого фланга подавляющее численное превосходство. Кроме того, на левом фланге австрийские силы состояли, в основном, из протестантов, сочувствовавших Пруссии.
После вялой попытки отбить атаку, австрийцы начали отходить. Попытка подкрепить левый фланг в разгар сражения не удаётся из-за чрезмерной растянутости боевого порядка: на переход с одного фланга на другой резервам австрийской пехоты потребовалось полтора часа.
Лишь за Лейтеном австрийскому командованию удаётся образовать новый фронт, однако, он настолько глубоко эшелонирован, местами до сотни рядов в глубину, что этим сводится на нет их численное превосходство. В то же время, масса пехоты представляет собой отличную мишень для прусской артиллерии.
Австрийцы пытаются исправить положение атакой кавалерии. Однако атака была отбита встречным ударом резерва прусской кавалерии. Разбитая австрийская конница в бегстве опрокидывает собственную пехоту и этим довершает разгром.

## Итоги сражения

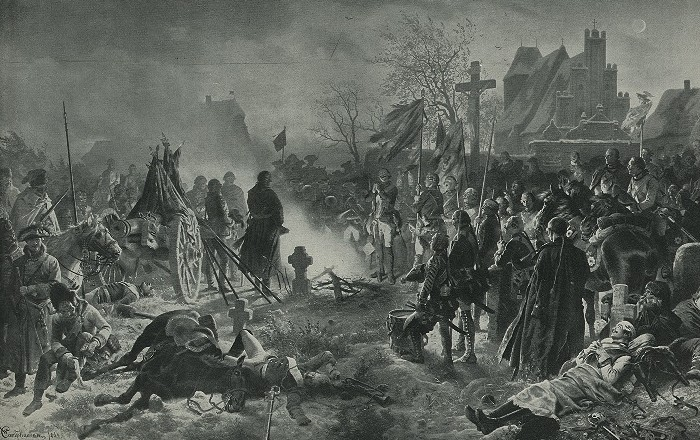
Вечер после битвы при Лейтене

Потери австрийцев превысили 22 000 человек (треть всей армии принца Лотарингского). Тем не менее, он не ушёл из Силезии сразу, а лишь после того, как пруссакам 21 декабря удалось вновь взять Бреслау. Под Бреслау в плен попали около 18 тысяч австрийских солдат. В начале января 1758 года остатки разбитой австрийской армии (из более чем 90 тысяч уцелело лишь приблизительно 36) достигли, находясь в самом жалком состоянии, Богемии.
Поражение при Лейтене и утрата Бреслау имели следствием перемены в командовании австрийской армии: комендант Бреслау фельдцейхмейстер фон Шпрехер и прославленный кавалерийский генерал Надашди, официальные «козлы отпущения», были уволены из армии. Принц Лотарингский, хотя ему формально не были поставлены в вину понесённые потери и он даже получил высший военный орден империи, сложил с себя главное командование «по собственному желанию»; новым главнокомандующим австрийской армии стал маршал Леопольд Даун.
Почти вся Силезия, за исключением Швейдница, вновь попали в руки Фридриха.

## Лейтенское сражение в фильмографии
Сражению при Лейтене посвящён немецкий фильм 1933 года «Лейтенский хорал» (нем. Choral von Leuthen) .